# Слатина (Оштра Лука)
Слатина је насељено мјесто у општини Оштра Лука, Република Српска, БиХ. Према попису становништва из 2013. у насељу је живјело 28 становника.

## Становништво
| Националност       | 2013. | 1991. | 1981. | 1971. | 1961. |
| Срби               | 28    | 96    | 149   | 253   | 441   |
| Хрвати             |       |       | 1     | 1     |       |
| остали и непознато |       |       |       |       |       |
| Укупно             | 28    | 96    | 150   | 254   | 441   |

| Демографија | Демографија | Демографија |
| Година      | Становника  | Становника  |
| ----------- | ----------- | ----------- |
| 1961.       | 441         |             |
| 1971.       | 254         |             |
| 1981.       | 150         |             |
| 1991.       | 96          |             |
| 2013.       | 28          |             |

## Знамените личности
- Васо Глушац, српски историчар